# Amblycerus vitis
Amblycerus vitis is een keversoort uit de familie bladkevers (Chrysomelidae). De wetenschappelijke naam van de soort werd in 1907 gepubliceerd door Schaeffer.